# Antistia parva
Antistia parva är en bönsyrseart som beskrevs av Max Beier 1953. Antistia parva ingår i släktet Antistia och familjen Tarachodidae. Inga underarter finns listade i Catalogue of Life.